# Karl Rudolf Brommy

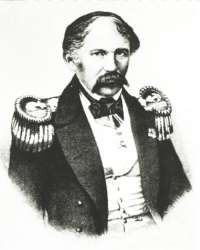
Almirante
Karl Rudolf Brommy

Karl Rudolf Brommy (10 de setembro de 1804 — 9 de janeiro de 1860) foi um oficial da marinha alemã que ajudou a estabelecer a primeira esquadra unificada de seu país, depois das revoluções de 1848. Durante sua juventude, ele serviu às marinhas chilena, brasileira e grega sob o comando do almirante Thomas Cochrane. Hábil comandante, Brommy também deixou importantes contribuições na infra-estrutura e na educação naval alemã.